# Пазюн Василь Васильович
Васи́ль Васи́льович Пазю́н (17 липня 1970 — 7 травня 2016) — солдат Збройних сил України, учасник російсько-української війни.

## Життєпис
Народився 1970 року в селі Човновиця Оратівського району у селянській родині Василя Васильовича й Ганни Апіївни Пазюнів. До 1985-го навчався в Михайлівсько-Рубежівській ЗОШ, 1988 року закінчив Бородянське СПТУ № 26 за спеціальністю тракториста-машиніста широкого профілю. Працював в радгоспі «Рубежівський» машиністом. Протягом 1988—1990 років проходив строкову військову службу в РА. Відзначений медаллю «За відзнаку в охороні державного кордону СРСР», нагрудними знаками «Відмінник прикордонних військ» та «Воїн–спортсмен». 1994 року одружився, з дружиною Світланою Михайлівною виховували сина Олександра 1994 р.н. Постійно працював, останнім часом — слюсарем в приватному підприємстві.
У часі війни — солдат, гранатометник. Пройшов підготовку в в/ч 941 (53-тя бригада).
7 травня 2016 року під час бойового чергування на блокпосту поблизу Торецька помер від зупинки серця.
Похований у селі Михайлівка-Рубежівка Ірпінської ОТГ (колишнього Києво-Святошинського району).
Без Василя лишились мама, дружина, син.

## Вшанування
- 17 жовтня 2016 року на будівлі загальноосвітньої школи села Михайлівка-Рубежівка відкрито меморіальну дошку Василю Пазюну
- Присвоєно звання «Герой-захисник Вітчизни» Києво-Святошинського району (згідно з рішенням Києво-Святошинської районної ради, 20.12.2016)
- Почесний громадянин міста Ірпінь (посмертно)[1]